# Androsiphonia adenostegia
Androsiphonia adenostegia là một loài thực vật có hoa trong họ Lạc tiên. Loài này được Stapf mô tả khoa học đầu tiên năm 1905.